# Liste der Flughäfen und Flugplätze in Costa Rica
Die Liste der Flughäfen und Flugplätze in Costa Rica zeigt die Flughäfen und Flugplätze des südamerikanischen Staates Costa Rica, geordnet nach Orten.

## Flughäfen
| Ort                                  | Provinz          | ICAO-Code | IATA-Code | Name des Flughafens                        | Koordinaten                  | Runway / MSL (Meter)                 |
| ------------------------------------ | ---------------- | --------- | --------- | ------------------------------------------ | ---------------------------- | ------------------------------------ |
| International airports               |                  |           |           |                                            |                              |                                      |
| Liberia                              | Guanacaste       | MRLB      | LIR       | Daniel Oduber Quirós International Airport | 10° 35′ 42″ N, 85° 32′ 40″ W | 07/25: 2750 × 45 m, asphalt (82 m)   |
| Limón                                | Limón            | MRLM      | LIO       | Limón International Airport                | 9° 57′ 28″ N, 83° 1′ 22″ W   | 14/32: 1800 × 30 m, asphalt (2 m)    |
| Alajuela                             | Alajuela         | MROC      | SJO       | Juan Santamaría International Airport      | 9° 59′ 35″ N, 84° 12′ 33″ W  | 07/25: 3012 × 45 m, asphalt (921 m)  |
| San José                             | Provinz San José | MRPV      | SYQ       | Tobías Bolaños International Airport       | 9° 57′ 27″ N, 84° 8′ 19″ W   | 09/27: 1566 × 23 m, asphalt (1002 m) |
| Domestic airports                    |                  |           |           |                                            |                              |                                      |
| Naturschutzgebiet Barra del Colorado | Limón            | MRBC      | BCL       | Barra del Colorado Airport                 | 10° 46′ 6″ N, 83° 35′ 8″ W   | 16/34: 1000 × 12 m, concrete (1 m)   |
| Carrillo                             | Guanacaste       | MRCR      | PLD       | Playa Sámara – Carrillo Airport            | 9° 52′ 14″ N, 85° 28′ 52″ W  | 09/27: 1200 × 20 m, gravel (2 m)     |
| Coto 47                              | Puntarenas       | MRCC      | OTR       | Coto 47 Airport                            | 8° 36′ 0″ N, 82° 58′ 2″ W    | 18/36: 1000 × 20 m, asphalt (8 m)    |
| Drake Bay                            | Puntarenas       | MRDK      | DRK       | Drake Bay Airport                          | 8° 43′ 8″ N, 83° 38′ 30″ W   | 09/27: 750 × 11 m, asphalt (4 m)     |
| Golfito                              | Puntarenas       | MRGF      | GLF       | Golfito Airport                            | 8° 39′ 13″ N, 83° 10′ 53″ W  | 13/31: 1400 × 20 m, asphalt (15 m)   |
| Guápiles, Pococí                     | Limón            | MRGP      | GPL       | Guápiles Airport                           | 10° 13′ 2″ N, 83° 47′ 49″ W  | 03/21: 1100 × 10 m, concrete (269 m) |
| La Fortuna (Costa Rica)              | Alajuela         | MRAN      | FON       | Arenal Airport                             | 10° 28′ 9″ N, 84° 34′ 44″ W  | 06/24: 800 × 10 m, asphalt (115 m)   |
| Los Chiles                           | Alajuela         | MRLC      | LSL       | Los Chiles Airport                         | 11° 2′ 4″ N, 84° 42′ 23″ W   | 06/24: 1400 × 16 m, asphalt (40 m)   |
| Nosara                               | Guanacaste       | MRNS      | NOB       | Nosara Airport                             | 9° 58′ 34″ N, 85° 39′ 10″ W  | 04/22: 1000 × 18 m, asphalt (10 m)   |
| Palmar Sur                           | Puntarenas       | MRPM      | PMZ       | Palmar Sur Airport                         | 8° 57′ 1″ N, 83° 28′ 6″ W    | 03/21: 1400 × 12 m, asphalt (15 m)   |
| Puerto Jiménez                       | Puntarenas       | MRPJ      | PJM       | Puerto Jiménez Airport                     | 8° 32′ 7″ N, 83° 18′ 4″ W    | 16/34: 822 × 18 m, asphalt (2 m)     |
| Punta Islita                         | Guanacaste       | MRIA      | PBP       | Punta Islita Airport                       | 9° 51′ 22″ N, 85° 22′ 15″ W  | 03/21: 800 × 12 m, asphalt (2 m)     |
| Quepos                               | Puntarenas       | MRQP      | XQP       | Quepos La Managua Airport                  | 9° 26′ 34″ N, 84° 7′ 47″ W   | 04/22: 1100 × 11 m, asphalt (26 m)   |
| San Isidro de El General             | San José         | MRSI      |           | San Isidro de El General Airport           | 9° 20′ 55″ N, 83° 42′ 45″ W  | 02/20: 802 × 18 m, asphalt (640 m)   |
| Tamarindo                            | Guanacaste       | MRTM      | TNO       | Tamarindo Airport                          | 10° 18′ 56″ N, 85° 48′ 44″ W | 07/25: 800 × 9 m, asphalt (13 m)     |
| Tambor                               | Puntarenas       | MRTR      | TMU       | Tambor Airport                             | 9° 44′ 21″ N, 85° 0′ 58″ W   | 12/30: 700 × 12 m, asphalt (10 m)    |
| Tortuguero                           | Limón            | MRAO      | TTQ       | Tortuguero Airport                         | 10° 34′ 2″ N, 83° 30′ 50″ W  | 02/20: 950 × 12, asphalt (25 m)      |
| Upala                                | Alajuela         | MRUP      | UPL       | Upala Airport                              | 10° 53′ 31″ N, 85° 0′ 58″ W  | 04/22: 1000 × 12 m, asphalt (56 m)   |
| Flugplätze                           |                  |           |           |                                            |                              |                                      |
| Buenos Aires                         | Puntarenas       | MRBA      | BAI       | Buenos Aires Airport                       | 9° 9′ 46″ N, 83° 19′ 49″ W   | 01/19: 990 × 10 m, concrete (370 m)  |
| Cabo Velas                           | Guanacaste       | MRCV      |           | Cabo Velas Airport                         | 10° 21′ 15″ N, 85° 51′ 14″ W | 04/22: 1000 × 10 m, asphalt (10 m)   |
| Cañas                                | Guanacaste       | MRLP      |           | Las Piedras Airport                        | 10° 21′ 20″ N, 85° 12′ 17″ W | 05/23: 800 × 8 m, asphalt (25 m)     |
| Puntarenas                           | Puntarenas       | MRCH      | JAP       | Chacarita Airport                          | 9° 58′ 53″ N, 84° 46′ 21″ W  | 09/27: 1500 × 25 m, asphalt (2 m)    |
| Dieciocho                            | Puntarenas       | MRDO      |           | Dieciocho Airport                          | 8° 54′ 12″ N, 83° 25′ 35″ W  | 10/28: 980 × 12 m, gravel (6 m)      |
| El Carmen de Siquirres               | Limón            | MREC      |           | El Carmen de Siquirres Airport             | 10° 12′ 6″ N, 83° 28′ 16″ W  | 06/24: 1000 × 12 m, concrete (17 m)  |
| Finca 63                             | Puntarenas       | MRFS      |           | Finca 63 Airport                           | 8° 39′ 3″ N, 83° 3′ 52″ W    | 15/33: 1000 × 15 m, gravel (11 m)    |
| La Flor                              | Guanacaste       | MRLF      |           | La Flor Airport                            | 10° 39′ 0″ N, 85° 32′ 5″ W   | 07/25: 950 × 10 m, asphalt (55 m)    |
| Laurel                               | Puntarenas       | MRLE      |           | Laurel Airport                             | 8° 26′ 25″ N, 82° 54′ 30″ W  | 11/29: 984 × 15 m, asphalt (20 m)    |
| Nicoya                               | Guanacaste       | MRNC      | NCT       | Nicoya Airport                             | 10° 8′ 21″ N, 85° 26′ 44″ W  | 10/28: 963 × 18 m, gravel (120 m)    |
| Palmar Sur                           | Puntarenas       | MRFI      |           | Nuevo Palmar Sur Airport                   | 8° 55′ 0″ N, 83° 30′ 25″ W   | 03/21: 1000 × 15 m, gravel (8 m)     |
| Palo Arco                            | Guanacaste       | MRPA      |           | Palo Arco Airport                          | 9° 51′ 7″ N, 85° 14′ 15″ W   | 02/20: 1000 × 17 m, asphalt (100 m)  |
| Pandora                              | Limón            | MRPD      |           | Pandora Airport                            | 9° 43′ 56″ N, 82° 59′ 0″ W   | 08/26: 900 × 12 m, concrete (30 m)   |
| Siquirres                            | Limón            | MRSA      |           | San Alberto Airport                        | 10° 8′ 53″ N, 83° 29′ 30″ W  | 09/27: 1000 × 12 m, asphalt (27 m)   |
| Santa Clara de Guapiles              | Limón            | MRSG      |           | Santa Clara de Guapiles Airport            | 10° 17′ 17″ N, 83° 42′ 47″ W | 01/19: 1010X12 m, asphalt            |
| Santa Maria de Guacimo               | Limón            | MRSO      |           | Santa Maria de Guacimo Airport             | 10° 16′ 15″ N, 83° 35′ 0″ W  | 08/26: 1000 × 12 m, asphalt (10 m)   |
| San Vito                             | Puntarenas       | MRSV      | TOO       | San Vito de Java Airport                   | 8° 49′ 38″ N, 82° 57′ 30″ W  | 08/26: 963X18 m, asphalt (984 m)     |

## See also
- Liste der Verkehrsflughäfen in Costa Rica